# Anouk Vandevoorde
Anouk Vandevoorde (Ukkel, 27 februari 1989) is een Belgisch marxistisch politica voor de PVDA.

## Levensloop
Tijdens haar studies was ze lid van de Federatie van Franstalige Studenten (FEF). Daarna vervoegde ze de beweging ChanGements pour l'égalité en Comac, de studentenbeweging van PVDA. Vandevoorde werd beroepshalve lerares in verschillende lagere scholen in Namen, waarbij ze voornamelijk vervangingsopdrachten vervulde. 
In 2012 sloot Vandevoorde zich aan bij de PVDA. In oktober 2018 was ze voor de partij kandidaat bij de gemeenteraadsverkiezingen in Namen, maar ze werd niet verkozen. Van maart tot juni 2019 was ze parlementair attaché voor PVDA in het Brussels Hoofdstedelijk Parlement.
In mei 2019 werd ze voor het arrondissement Namen verkozen in het Waals Parlement en kwam ze zo onrechtstreeks eveneens in het Parlement van de Franse Gemeenschap terecht. Ze was hoofdzakelijk in die laatste assemblee actief, waar ze zich toelegde op het beleid rond hoger onderwijs en van 2019 tot 2024 vicevoorzitter was van de commissie Hoger Onderwijs, Wetenschappelijk Onderzoek, Universitaire Ziekenhuizen, Jeugd, Jeugdhulp, Justitiehuizen en Promotie van Brussel. Bij de Waalse verkiezingen van juni 2024 werd Vandevoorde als lijstduwer niet herkozen. 
Sinds december 2022 is Anouk Vandevoorde voorzitter van de PVDA-afdeling van Namen-Luxemburg.